# Prometeusz (pismo)
"Prometeusz" (fr. "Prométhée", ros. "Прометей") – emigracyjne pismo kaukaskie w latach 20. i 30. XX w.
Pierwszy numer pisma ukazał się w listopadzie 1926 r. w Paryżu. Podtytuł brzmiał: Organ Narodowej Obrony Narodów Kaukazu, a także Ukrainy i Turkiestanu. Pismo wychodziło co miesiąc w języku francuskim. Było wspierane organizacyjnie i finansowo przez władze Francji i Polski w ramach rozwoju ruchu prometejskiego. Pismo stało się organem prasowym Komitetu Niezawisłości Kaukazu. Kolegium redakcyjne składało się z 3 redaktorów, reprezentujących poszczególne sekcje narodowe Komitetu, tj. gruzińską, azerbejdżańską i północnokaukaską. Funkcję redaktora naczelnego pełnił do 1938 r. Gruzin Gieorgij Gwazawa. Pozostałymi członkami redakcji byli Azer Mir-Jakub Miechtiejew i Czeczen Ibrahim Czulikow jako przedstawiciel narodów Północnego Kaukazu. Natomiast przedstawiciel emigracji ukraińskiej, Ołeksandr Szulhyn, b. minister spraw zagranicznych Ukraińskiej Republiki Ludowej, pełnił mającą mniejsze znaczenie funkcję redaktora-konsultanta. W 1927 r. współpracę z "Prometeuszem" nawiązała emigracja turkiestańska, reprezentująca narody sowieckiej Azji Środkowej. Z jej ramienia w skład redakcji wszedł Mustafa Czokaj. Autorami artykułów i felietonów – oprócz emigrantów kaukaskich – byli też znani politycy z krajów europejskich. Ich celem było zwrócenie uwagi opinii społecznej krajów Europy Zachodniej i Środkowo-Wschodniej na problemy narodów Kaukazu, podbitych przez Sowietów, a następnie przez nich represjonowanych oraz ich dążenia narodowo-niepodległościowe. Pismo miało 3 części: pierwszy składał się z tekstów dotyczących sytuacji i polityki wewnętrznej ZSRR, drugi zawierał teksty poświęcone poszczególnym narodom "walczącym o swoją wolność", zaś w trzecim publikowano korespondencję, która przychodziła do redakcji z różnych krajów, przegląd publikacji dotyczących problematyki kaukaskiej i kronikę działań organizacji "prometejskich". Redakcja "Prometeusza" organizowała ponadto wieczorki literackie, bankiety, specjalistyczne seminaria, publiczne wykłady i odczyty. Prowadzono też akcje międzynarodowe o charakterze antysowieckim, np. zorganizowanie w 1932 r. w Amsterdamie międzynarodowego kongresu pokojowego w obronie przed ZSRR, czy po przyjęciu Związku Sowieckiego do Ligi Narodów w 1934 r. opracowanie petycji, podpisanej przez działaczy emigracji kaukaskiej, która została zabrana do Genewy przez redaktora naczelnego G. Gwazawę. W maju 1938 r. z inicjatywy polskich władz został częściowo zmieniony skład redakcji pisma. Redaktorem naczelnym został O. Szulhyn. Zmieniono też format pisma i nazwę na "La Revue de Prométhée". Było to związane z rozwojem sytuacji międzynarodowej, m.in. wsparciem III Rzeszy dla nacjonalistów ukraińskich. W tej sytuacji Polacy zamierzali bardziej związać z ruchem prometejskim, a właściwie swoją polityką, inne odłamy emigracji ukraińskiej. Pismo przestało wychodzić w 1940 r.